# Live 8 Johannesburg
Il 2 luglio 2005, uno dei concerti del Live 8 si è tenuto nella Mary Fitzgerald Square nel sobborgo di Newtown, a Johannesburg, in Sudafrica.
L'evento è indicato anche come "Live 8 Johannesburg", "Live 8 Jo'burg", e "Live 8 South Africa".
Un discorso è stato fatto dall'ex presidente sudafricano Nelson Mandela, che è stato accolto con una standing ovation di 5 minuti dal pubblico.

## Artisti in ordine di apparizione
- Nelson Mandela - Discorso
- Jabu Khanyile & Bayete
- Lindiwe
- Lucky Dube - "Feel Irie"
- Mahotella Queens
- Malaika - "Destiny"
- Orchestra Baobab - Medley
- Oumou Sangare
- Zola
- Vusi Mahlasela - "When You Come Back"